# 訃報 1972年12月
訃報 1972年12月（ふほう 1972ねん12がつ）では、1972年（昭和47年）12月中に物故した、又は物故が報じられた人物についてまとめる。

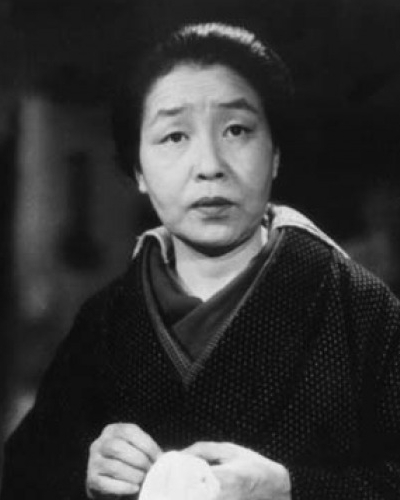
飯田蝶子 / 12月26日没

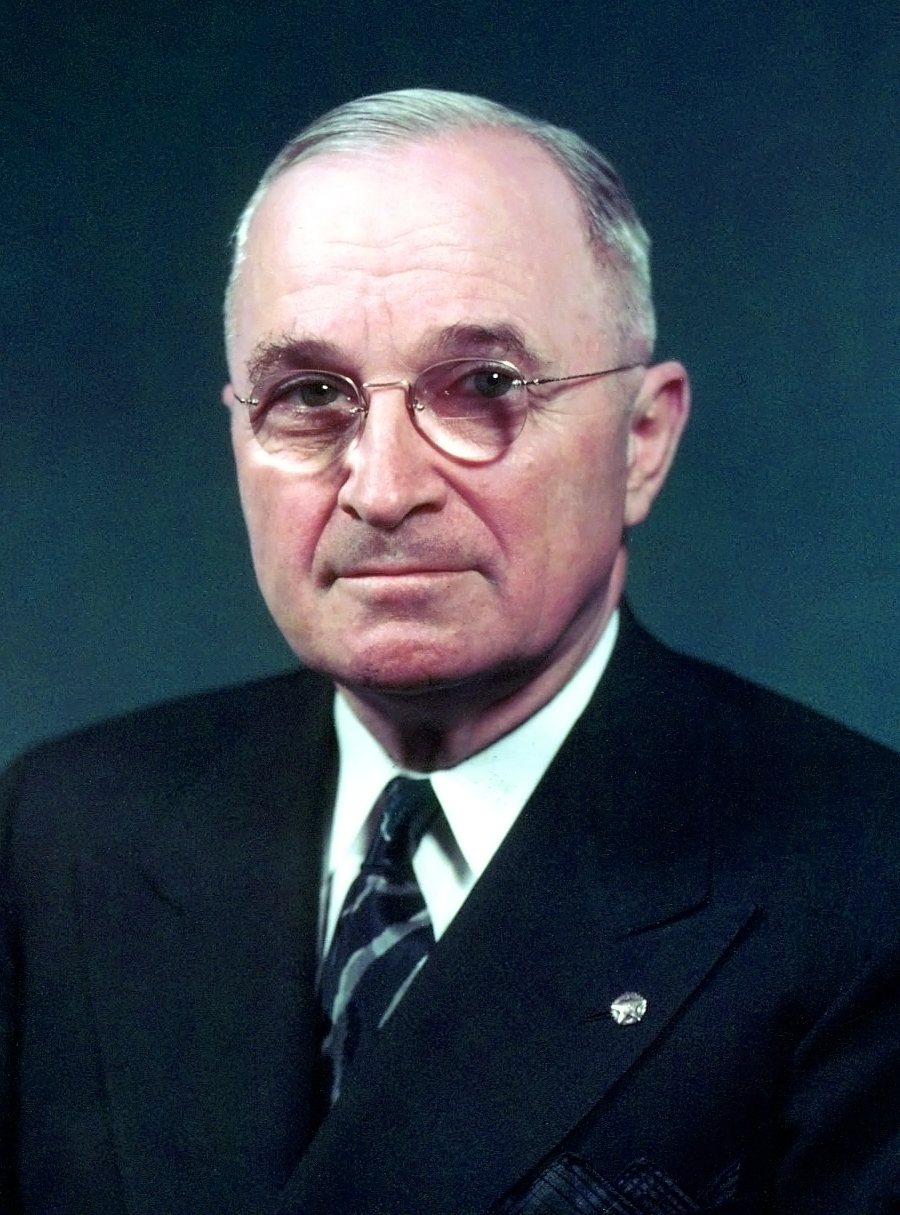
ハリー・S・トルーマン / 12月26日没

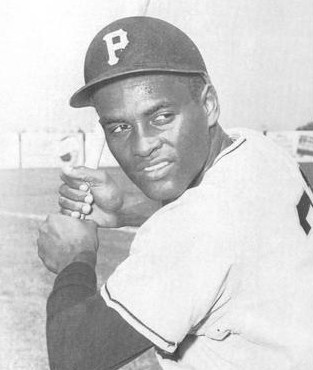
ロベルト・クレメンテ / 12月31日没

## （1日 - 15日）
- 12月1日 - アントニオ・セーニ、第4代イタリア大統領（* 1891年）
- 12月1日 - 福井利吉郎、文学者・美術史家（* 1886年）
- 12月1日 - 吉田信三、映画監督・脚本家（* 1903年）
- 12月3日 - 秋山俊一郎、水産技術者・実業家・政治家（* 1892年）
- 12月5日 - ケニー・ドーハム、ジャズ・ミュージシャン（* 1924年）
- 12月5日 - 丹羽勇、陸軍軍人（* 1899年）
- 12月6日 - 宮野省三、内務・警察官僚（* 1896年）
- 12月7日 - クラウス・プリングスハイム、指揮者（* 1883年）
- 12月7日 - 野澤北地、陸軍軍人（* 1884年）
- 12月7日 - 川俣清音、社会運動家・農民運動家・政治家（* 1899年）
- 12月11日 - 戸野広浩司、俳優（* 1947年）
- 12月12日 - 田方進、実業家・政治家（* 1902年）
- 12月12日 - 河角廣、地震学者（* 1904年）
- 12月14日 - 内田祥三、建築家（* 1885年）
- 12月15日 - 瀬川正三郎、柔術家・柔道整復師（* 1890年）
- 12月15日 - 本居貴美子、歌手（* 1914年）

## （16日 - 31日）
- 12月19日 - アレクサンダー・ウニンスキー、ピアニスト（* 1910年）
- 12月20日 - 清水元、俳優（* 1907年）
- 12月20日 - ギャビー・ハートネット、メジャーリーガー（* 1900年）
- 12月21日 - 中野善敦、内務官僚・弁護士（* 1896年）
- 12月21日 - ギュンター・アイヒ、詩人・劇作家・作詞家（* 1907年）
- 12月23日 - アンドレイ・ツポレフ、航空技術者（* 1888年）
- 12月26日 - ハリー・S・トルーマン、第33代アメリカ合衆国大統領（* 1884年）
- 12月26日 - 飯田蝶子、女優（* 1897年）
- 12月26日 - 杉本京太、邦文タイプライター開発者（* 1882年）
- 12月27日 - レスター・B・ピアソン、第14代カナダ首相（* 1897年）
- 12月27日 - 佐伯幸三、映画監督・脚本家（* 1912年）
- 12月27日 - 里見明、俳優（* 1901年）
- 12月30日 - 川頭義郎、映画監督・脚本家（* 1926年）
- 12月31日 - 松尾静磨、運輸省航空庁長官・日本航空社長・会長（* 1903年）
- 12月31日 - 石坂繁、政治家・弁護士（* 1893年）
- 12月31日 - ロベルト・クレメンテ、メジャーリーガー（* 1934年）